# مقاطعة وودبري (آيوا)
مقاطعة وودبري (بالإنجليزية: Woodbury County)‏ هي إحدى مقاطعات ولاية آيوا في الولايات المتحدة الأمريكية.